# Swanton Novers
Swanton Novers är en civil parish i Storbritannien.   Den ligger i grevskapet Norfolk och riksdelen England, i den sydöstra delen av landet, 170 km nordost om huvudstaden London. Antalet invånare är 263. Arean är 5,5 kvadratkilometer.
Terrängen i Swanton Novers är platt.